# Le Négrier
Le Négrier ou Le Bateau négrier (en anglais : The Slave Ship), de son nom complet Négriers jetant par-dessus bord les morts et les mourants - un typhon approche (Slavers Throwing overboard the Dead and Dying, Typhoon coming on), est un tableau de Joseph Mallord William Turner. Il a été exposé pour la première fois en 1840 à la Royal Academy de Londres et est aujourd'hui au musée des beaux-arts de Boston.
Dans cette représentation maritime romantique, Turner montre un bateau, visible en l'arrière-plan, naviguant à travers une mer tumultueuse et laissant dispersées de nombreuses formes humaines, flottant dans son sillage.

## Histoire de l'œuvre
La peinture de J.M.W. Turner aurait été inspirée par la lecture de l'ouvrage The History and Abolition of the Slave Trade de Thomas Clarkson. En 1781, le capitaine du navire négrier Zong, avait ordonné de jeter 133 esclaves par-dessus bord, de façon à pouvoir collecter des paiements de la part d'assurances pour « perte en mer »,. Cet évènement a probablement inspiré Turner pour la création de son paysage. Le peintre choisit en effet d'effectuer son exposition en même temps qu'une conférence d'organisations abolitionnistes. Bien que l'esclavage a été interdit dans l'Empire britannique depuis 1833, Turner et de nombreux abolitionnistes estimaient que l'esclavage devait également être universellement aboli — les Espagnols, les Portugais et les Français continuant de le pratiquer. Turner expose ainsi son œuvre au cours de la conférence, de façon  que le Prince Albert, qui intervenait durant l'évènement, puisse la voir et être touché. Cette démarche avait pour objectif de provoquer une accentuation des efforts britanniques en matière de lutte contre l'esclavage. On trouve à côté de la peinture un poème, L'illusion du désespoir, écrit par Turner lui-même en 1812 : 

« En haut, les gars, amenez les mâts de hune et amarrez-là ;
Ce soleil couchant courroucé et les bords de ces nuages farouches
Déclarent l'arrivée du Typhon là-bas.
Avant qu'il ne balaie vos ponts, jetez par-dessus bord
Les morts et les mourants – peu importent leurs chaînes
Espoir, Espoir, fallacieux Espoir !
Où est ton marché maintenant »

— Turner

## Description
La première impression que crée la peinture est celle d'un immense coucher de soleil rouge foncé au-dessus d'une mer orageuse, telle l'indication de l'approche d'un typhon. En y regardant de plus près, on distingue un navire au loin. Les mâts du navire sont rouges, correspondant à la couleur rouge sang du ciel et en écho de la couleur cuivre de l'eau. Ce choix de couleurs brouille les contours entre les différents objets dans la peinture. Les voiles du bateau ne sont pas déployées, révélant que le navire se prépare à l'arrivée du typhon. Au premier plan, on voit un nombre important de corps flottants dans l'eau ; leur peau noire et leurs chaînes indiquent qu'ils sont esclaves, et qu'ils ont été jetés à la mer. En regardant de plus près, on peut observer des poissons et des monstres qui nagent dans l'eau, prêts à manger les esclaves, tandis que des mouettes tournoient dans le ciel au-dessus du chaos. 
Comme dans la plupart des autres œuvres de Turner, Le Négrier est structuré autour une couleur centrale en interaction avec d'autres couleurs. Si quelques coups de pinceau définis sont présents, les objets, les couleurs et les corps sont indistincts. Plus précisément, les éléments sont définis par leurs couleurs et certains d'entre eux, comme les corps des esclaves, n'ont pas de réelle frontière. C'est le contraste avec les pigments autour d'eux qui permet de les définir. La couleur la plus présente est le rouge du coucher de soleil, qui empiète dans l'eau et le navire, et le marron des corps et des mains des esclaves.

## Style et interprétation
L'accentuation sur les couleurs plutôt que sur les tracés est typique de nombreuses œuvres romantiques de l'époque. Les formes indistinctes et l'omniprésence de la couleur rouge du coucher du soleil permettent de mettre l'accent sur la nature et de montrer sa domination sur l'homme. D'autres couleurs, comme le bleu froid de l'océan et la teinte sombre de l'eau semblent donner vie à l'océan et enrichissent l'observation de l'œuvre par une vraie émotion de la nature. Le fait que les corps soient peints en petit et que le bateau apparaisse en arrière-plan accentue davantage l'attention sur la nature plutôt que l'humanité. 
En mettant en avant la nature, plutôt que les corps et les objets, Turner évoque le concept de "sublime" inventé par Edmund Burke. L'idée du sublime, c'est de la totale impuissance de l'humanité et de sa terreur face à la nature ; en dramatisant la force des vagues et du soleil, Turner utilise Le Négrier pour encapsuler le concept de Burke à la perfection. La décision de Turner de peindre le travail avec une série de rapides, frénétiques coups de pinceau plutôt que de définir précisément les contours apporte de l'intensité à la peinture, et sert à ce que le spectateur se sente encore plus accablé. Bien que la taille de la peinture soit relativement petite comparée à d'autres paysages romantiques, celle-ci captive le spectateur dans le doute d'une manière encore plus puissante. 
Certains observateurs ont fait valoir que Le Négrier représenterait, en réalité, la réaction de Turner à la révolution industrielle. La peinture peut être considérée comme une allégorie contre l'exploitation des esclaves humains et du travail en faveur des machines et du progrès économique — représentés par la tempête que traverse le cruel capitaine. Cependant, la tempête pourrait également être considérée comme une représentation de la nature et de la futilité de l'industrialisation. La dernière ligne du poème témoignerait ainsi des doutes de Turner vis-à-vis du libre marché.

## Critiques
Face à l'extravagance du tableau de Turner, la critique se déchaîna. D'après le romancier britannique William Makepeace Thackeray, dans le Fraser's Magazine de juin 1840 : 

« C’est le pan de couleurs le plus formidable qu’on ait jamais vu […] Le tableau est-il sublime ou ridicule ? En réalité, je ne sais. Des rochers de gomme-gutte parsèment la toile ; des flocons de blanc sont étalés à la truelle ; des vésicules de vermillon s’activent follement çà et là […] D’en haut, le soleil luit sur une mer horrible d’émeraude et de pourpre […] Si la statue de Wilberforce, en bas devait être confrontée à ce tableau, le vieux gentilhomme de pierre bondirait de sa chaise et s’enfuirait terrifié ! » »

— William Makepeace Thackeray, Fraser's Magazine de juin 1840
La critique de The Art Journal s'exclama également le 15 mai devant l’œuvre de Turner : « [...] même dans ses caprices les plus fous, il y a tant de preuves d’un génie supérieur [avec ce tableau] dont l’objet saillant n’est autre qu’une longue jambe noire, entourée par un banc de John Dorys aux nuances d’arc-en-ciel, qu’on distingue mieux à travers la surface de l’océan que des mouches dans l’ambre ». 
L'Athenaeum du 16 mai évoque le tableau comme « une extravagance passionnée de ciel jaune souci, de mer couleur grenade, et de poissons habillés aussi gaiement que des fleurs de jardin en rose et vert, avec une jambe, brun foncé, informe qui jaillit de ce chaos bigarré afin de tenir la promesse du titre ».
Le critique d'art John Ruskin, qui a été le premier propriétaire du tableau Le Négrier, a écrit : 

« Je crois que si j’en étais réduit à asseoir l’immortalité de Turner sur une seule de ses œuvres, je choisirais celle-ci. Sa conception hardie, idéale au plus haut sens du mot, repose sur la vérité la plus pure, et forgée avec le savoir concentré d’une vie […] et tout le tableau dédié au plus sublime des sujets et des impressions — la puissance, la majesté, la morbidité de la haute mer, profonde, illimitée ! »

— John Ruskin

Le tableau de Turner est également présent dans la littérature. Dans Un Vagabond à l'Étranger, Volume 1, Chapitre XXIV, Mark Twain évoque Le Négrier de Turner : 

« Avant que j'étudie l'art, le Négrier de Turner était pour moi ce qu'un chiffon est à un taureau. M.Ruskin a étudié l'art au point ou une image l'emporte dans une extase de plaisir aussi folle que cela me jetait dans un élan de rage l'année dernière, quand j'étais ignorant. Ses connaissances lui permettent – et moi aussi maintenant – de voir de l'eau dans cette boue jaunâtre, et des effets naturels dans ces sinistres explosions de fumée et de flamme et ce coucher de soleil cramoisi. Cela le réconcilie – et moi aussi maintenant – avec les chaînes flottantes et d'autres choses qui ne peuvent pas flotter ; il nous réconcilie avec les poissons qui nagent autour de la boue – je veux dire l'eau. La plus grande partie de l'image est une impossibilité manifeste, c'est-à-dire un mensonge ; et seule la culture rigide peut permettre à un homme de trouver la vérité dans un mensonge. Mais cela a permis à M. Ruskin de le faire, et cela m'a permis de le faire, et j'en suis reconnaissant. Un journaliste Bostonien est venu et a jeté un œil sur Le Négrier flottant dans ce violent incendie de jaune et de rouge, et a dit que cela lui rappelait un chat à coquille de tortue en forme de tomate. Dans mon état alors de non-instruit, cela est allé à ma maison de ma non-culture, et j'ai pensé qu'il était un homme avec un œil non obstrué. Cette personne est un âne. C'est ce que je dirais, maintenant. »

— Un Vagabond à l'Étranger, Volume 1, Chapitre XXIV, Mark Twain
La peinture a fait l'objet d'une longue suite de poèmes de David Dabydeen, Turner (1994 ; réédité en 2002)

## Postérité
En 2018, Sondra Perry s'inspire du tableau pour son installation Typhoon coming on à la Serpentine Galleries. 